# Kenosha
Kenosha (engelsk: [kəˈnoʊʃə]) er en amerikansk by og administrativt centrum for det amerikanske county Kenosha County, i staten Wisconsin. I 2006 havde byen et indbyggertal på 96.845.

## Ekstern henvisning
- Kenoshas hjemmeside (engelsk)

- Wikimedia Commons har flere filer relateret til Kenosha

42°34′56″N 87°50′44″V / 42.5822°N 87.8456°V